# Cerambyx scopolii
Il piccolo capricornio o cerambice dello Scopoli (Cerambyx scopolii Füssli, 1775), è un insetto dell'ordine dei Coleotteri e della famiglia Cerambycidae.

## Descrizione e habitat
È diffuso in tutta Europa, compresa la totalità dell'Italia. Si può trovare soprattutto in luglio, in particolare nei pressi di biancospini o, nelle zone di montagna, di ombrellifere.
È simile per aspetto al cerambice delle querce (Cerambyx cerdo); è però di dimensioni più piccole, variando fra gli 1,8 e i 3 centimetri di lunghezza (è la specie più piccola della famiglia Cerambycidae), di colore uniforme nero lucente e dotato di una corta peluria biancastra. Le antenne sono ricoperte da peli setacei di colore bianco-grigio (così come le zampe) e, nel maschio, sono di poco più lunghe del corpo. Il corsaletto è percorso da sei a otto grinze trasversali.
Le larve si rintanano nel legno di latifoglie quali carpino, acero, faggio, castagno, olmo, quercia, ciliegio e altre piante da frutto, ma scavano poco in profondità, rimanendo nell'alburno e causando poco danno. Nel complesso, l'animale ha una vita media di due anni.

## Denominazione
Si noti che, per un certo periodo di tempo, vari autori hanno designato questa specie con il nome di un'altra specie, Cerambyx cerdo (la quale a sua volta veniva chiamata con il nome di un'altra ancora, Cerambyx heros).